# Iaselka, Oceac
Iaselka (în ucraineană Яселка) este un sat în comuna Ivanivka din raionul Oceac, regiunea Mîkolaiiv, Ucraina.

## Demografie
Componența lingvistică a localității Iaselka
     Ucraineană (81,23%)
     Rusă (18,46%)
     Alte limbi (0,31%)
Conform recensământului din 2001, majoritatea populației localității Iaselka era vorbitoare de ucraineană (81,23%), existând în minoritate și vorbitori de rusă (18,46%).